# Galla Emil
Galla Emil, Glück (Eszék, 1909. november 22. – Budapest, Ferencváros, 1959. június 28.) szemészorvos, orvosezredes.

## Élete
Glück Lajos és Flesch Ilona fia. Egyetemi tanulmányait a pécsi Erzsébet Tudományegyetemen végezte, ahol 1933-ban szerezte meg orvosi oklevelét. Ezt követően három évig Grósz Emil mellett, majd 1936-tól a Pesti Izraelita Hitközség Szabolcs utcai Kórházának szemészeten dolgozott.
1944-ben zsidó származása miatt koncentrációs táborba hurcolták. 1945-ben hazatért, és belépett a Kommunisták Magyarországi Pártjába. 1945–1947-ben az orvos-egészségügyi szakszervezetben tevékenykedett. 1947 és 1949 között az I. számú Szemészeti Klinika tanársegédje volt. Megbízást kapott a repülőorvosi szolgálat megszervezésére. 1949-től a Honvédelmi Minisztérium Repülőorvosi Szolgálatánál dolgozott. 1951-től 1957-ig a Gyáli úti Repülőkórház parancsnoki teendőit is ellátta. Ezredesi rangban a néphadsereg szemészeti főszakorvosa volt. Főként szemészeti optikával foglalkozott, ezenkívül a repülés-orvostan területén is alapvető tudományos munkásságot fejtett ki.
Felesége Molnár Klára volt, Molnár Győző és Bruck Jolán lánya, akit 1939. január 10-én Budapesten, a Terézvárosban vett nőül. A Farkasréti temetőben nyugszik (30/1-1-19).

## Főbb művei
- Repülőorvostan (társszerzőkkel, Budapest, 1956)
- Űrhajózás (társszerzőkkel, Budapest, 1957)

## Díjai, elismerései
- Kiváló orvos (1956)